# Общественное Львов
Общественное Львов (укр. Суспільне Львів), ранее известное как UA: Львов (укр. UA: Львів) или Филиал НОТУ «Львовская региональная дирекция» (укр. Філія НСТУ «Львівська регіональна дирекція») — крупнейший украинский телерадиовещатель на территории Львовской областей.

## Описание
Львовская областная государственная телерадиокомпания (укр. Львівська обласна державна телерадіокомпанія) отсчитывает свою историю с 24 декабря 1957, когда была открыта Львовская телебашня на Замковой горе (высота 570 м). Львовская телестудия является самой старой (после Киевской телестудии) студией телевещания УССР и Украины. На первом этапе вещания в её территорию охвата входили Львовская, Ивано-Франковская, Тернопольская, Волынская, Ровенская, Черновицкая и Закарпатская области. Такая структура была создана благодаря стараниям работников кино, радио, театров и прессы из разных областей УССР, которые проходили стажировку на Центральном телевидении СССР, Киевском телеканале УТ-1 и Интервидении. Радиовещание во Львове началось ещё в январе 1930 года и также значительно продвинулось в годы существования УССР. В 1985 году стараниями работников Львовской телестудии был организован телемост с Виннипегом.
Сегодня главный офис располагается во Львове на улице Высокий замок, в доме 4. Львовская ОГТРК обеспечивает ежедневное 16-часовое телевещание и 2,5-часовое радиовещание: она представлена львовским телеканалом «UA: Львов» и львовской версией UA: Украинское радио. Численность сотрудников составляет около 400 человек. В 2017 году Львовская областная государственная телерадиокомпания упразднена, вместо неё создана Львовская региональная дирекция Национальной общественной телерадиокомпания Украины.
23 мая 2022 года в связи с обновлением дизайн-системы брендов НОТУ телерадиокомпания сменила название на «Общественное Львов».
С 20 ноября по 18 декабря 2022 года телеканал филиала транслировал чемпионат мира по футболу 2022.